# Chaerilus stockmannorum
Espèce
Chaerilus stockmannorum est une espèce de scorpions de la famille des Chaerilidae.

## Distribution
Cette espèce est endémique de la province de Trang en Thaïlande.

## Description
Le mâle holotype mesure 49,83 mm et la femelle paratype 46,32 mm.

## Étymologie
Cette espèce est nommée en l'honneur de Britta et Mark Stockmann.

## Publication originale
- Kovařík, Lowe & Šťáhlavský, 2018 : Three new Chaerilus from Malaysia (Tioman Island) and Thailand (Scorpiones: Chaerilidae), with a review of C. cimrmani, C. sejnai, and C. tichyi. Euscorpius, no 268, p. 1–27 (texte intégral).